# Mémoires sur les Familles des Fougères
Mémoires sur les Familles des Fougères (abreviado Mém. Foug.) es un libro ilustrado con descripciones botánicas que fue escrito por el botánico, farmacéutico, micólogo y pteridólogo francés Antoine Laurent Apollinaire Fée. Se publicó  en 11 partes en los años 1844-1866.